# Liste der Bodendenkmäler in Nachrodt-Wiblingwerde
Die Liste der Bodendenkmäler in Nachrodt-Wiblingwerde enthält die denkmalgeschützten unterirdischen baulichen Anlagen, Reste oberirdischer baulicher Anlagen, Zeugnisse tierischen und pflanzlichen Lebens und paläontologischen Reste auf dem Gebiet der sauerländischen Gemeinde Nachrodt-Wiblingwerde im Märkischen Kreis in Nordrhein-Westfalen (Stand: April 2021). Diese Bodendenkmäler sind in Teil B der Denkmalliste der Gemeinde Nachrodt-Wiblingwerde eingetragen; Grundlage für die Aufnahme ist das Denkmalschutzgesetz Nordrhein-Westfalen (DSchG NRW).
| Bild | Bezeichnung                             | Lage                 | Beschreibung | Bauzeit | Eingetragen seit | Denkmal- nummer |
| ---- | --------------------------------------- | -------------------- | ------------ | ------- | ---------------- | --------------- |
|      | Festlegungsstein „Station Lohagen 1816“ | Wiblingwerde-Lohagen |              |         | 01.02.1989       | 1               |
| BW   | Landwehr bei Deierte                    | Karte                |              |         |                  | 2               |